# سطام
سَطَّام أو أبو مِلقط (الاسم العلمي Anastomus)، جنس طير من طوال الساق وفصيلة اللقالق. أنواعه المعروفة قليلة العدد أعطانها بعض المناطق أفريقيا الوسطى والشرقية والهند وجزر الزابج. ملجنها الحياتي جماعي. يكثر وجودها قرب الشطوط ومجاري الماء. قوتها الأسماك والضفادع والثعابين والوزغ. تتميز بضخامة مناقيدها المستطيلة المشطوفة الحدود الداخلية كالمنتاش. اعناقها وقوائمها مستطيلة. اذنابها قصيرة. اجنحتها لاحفة.